# Puttea
Puttea är ett släkte av lavar som beskrevs av Soili Kristina Stenroos och Seppo Huhtinen. Puttea ingår i ordningen Lecanorales, klassen Lecanoromycetes, divisionen sporsäcksvampar och riket svampar.
Släktet innehåller bara arten Puttea margaritella.